# 谢成科
谢成科（1913年2月—？），男，四川荣县人，中国生药学专家，曾任四川医学院教授，药典委员会委员。